# وادي أبو نخلة
وادي أبو نخلة أحد أودية منطقة القصيم وسط المملكة العربية السعودية. يُعد الوادي أحد الروافد المهمة لوادي الرمة. في مقابل مدينة الرس غربًا يلتقي وادي أبو نخلة بوادي الرمة. ويجمع وادي أبو نخلة سيوله من مساحة واسعة تشمل جبل الرحى (يبلغ ارتفاعه 960م) وجنوب جبل الإصبعة (يبلغ ارتفاعه 879م).